# 11. skupina specialnih sil (ZDA)
11. skupina specialnih sil (angleško 11th Special Forces Group) je bila vojaška specialna enota, ki je del Specialnih sil (oz. Zelenih baretk) Kopenske vojske.